# مجاعة منطقة الساحل 2010
مجاعة منطقة الساحل 2010 هي مجاعة حصلت من فبراير إلى أغسطس 2010 بشكل واسع النطاق في منطقة الساحل الإفريقي وأجزاء كثيرة من منطقة نهر السنغال بسبب الجفاف. تعد واحدة من أكبر المجاعات التي ضربت المنطقة في الآونة الأخيرة.
وتعرف منطقة الساحل جغرافيا بأنها منطقة التحول الإيكولوجي والبيولوجي بين الصحراء الكبرى في شمال أفريقيا والسافانا السودانية في الجنوب، التي تغطي مساحة تبلغ 3.005.330 كيلومتر مربع. إنه إقليم إيكولوجي انتقالي من الأراضي العشبية شبه القاحلة والسافانا والسهول، والشجيرات الشوكية.
في حين تعرف منطقة نهر السنغال المجاورة باحتوائها على عدة أنواع نباتية مختلفة تغطي أجزاءً أو كل من موريتانيا ومالي والسنغال وغينيا. ووفقًا للأمم المتحدة والمنظمات غير الحكومية وهيئة تنمية أحواض الأنهار السنغالية فإن معدل هطول الأمطار كان منخفضًا للغاية خلال الأعوام السابقة.
في 22 يونيو سجل السودان رقما قياسيا جديدا في درجات الحرارة بلغ 49.7 درجة مئوية (121.3 درجة فهرنهايت) في بلدة دنقلا.